# Trayastrimsha
Trayastrimsha (sanskrit IAST : Trayastriṃśa ; pāli : Tāvatiṃsa, « trente-trois ») est, dans la mythologie védique, l'ensemble des trente-trois deva du royaume céleste] d'Indra. Dans la cosmologie bouddhiste, c'est le deuxième ciel du Monde du désir (Kāmaloka).

## Hindouisme
Le Trayastrimsha comprend :
- huit principes naturels (vasu) ;
- onze aspects de Rudra (marut) ;
- douze aspects de Sūrya (āditya) ;
- Indra, le roi ;
- Prajāpati / Brahmā, le créateur.

## Bouddhisme

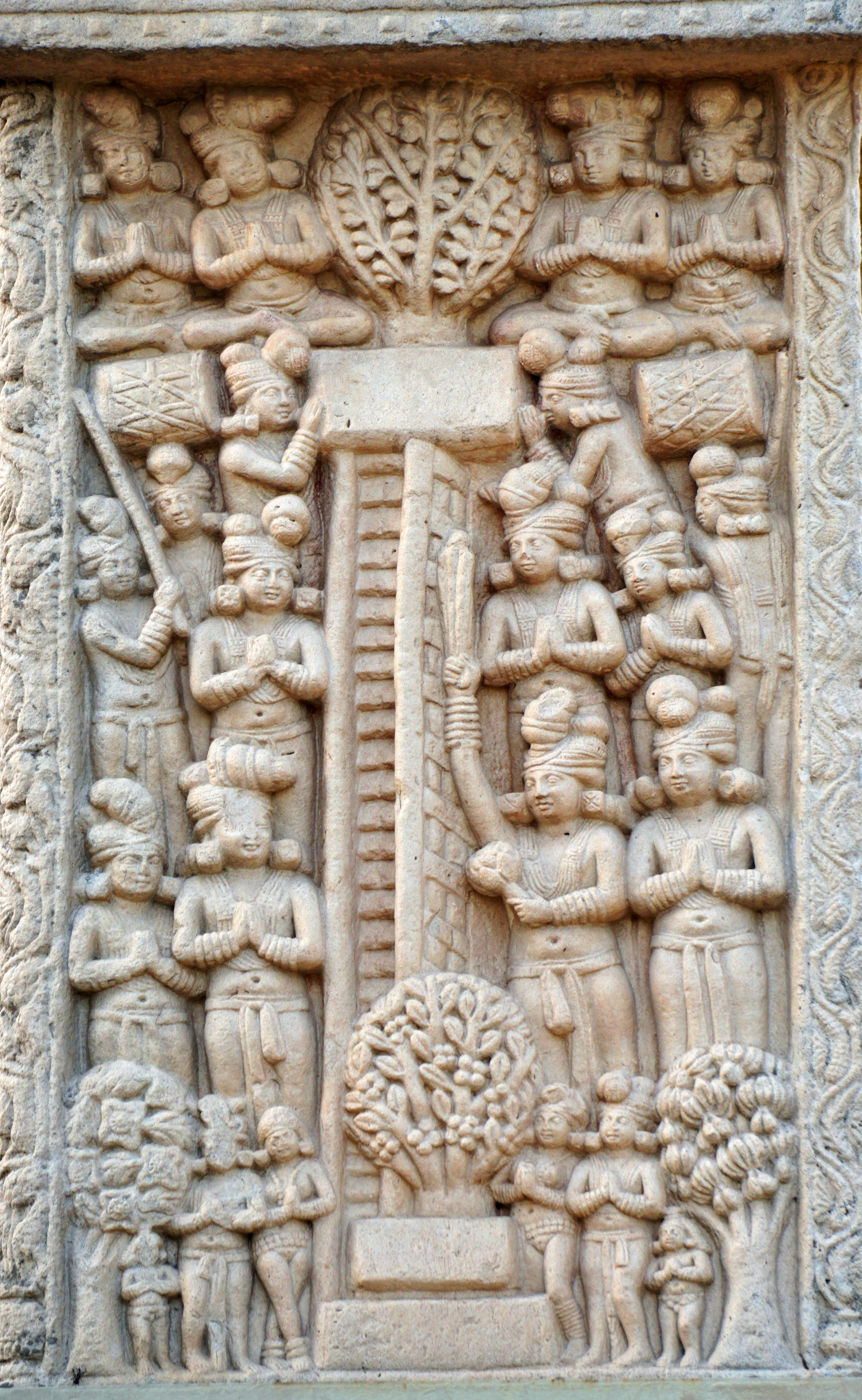
Descente du bouddha Siddartha Gautama des Trente-trois cieux. Sanchi, portail nord du Grand stupa (n° 1).

Dans la cosmologie bouddhiste, le Ciel des Trente-Trois, est le deuxième des six cieux du Monde du désir (Kāmaloka), placé sur le sommet plat du mont Sumeru, axe central de l'univers. Il se place juste au-dessus du ciel des quatre rois célestes (sanskrit: Câturmahârâjakâyika) et en-dessous du Ciel de Yâma. 
En son centre se trouve un ciel où habite le roi des dieux, Shakra-Devânâm Indra, ciel qu'entourent, à chaque point cardinal, huit autres cieux.[réf. nécessaire] On a donc un total de trente-trois dieux, ce qui explique le nom de cet endroit. Il est à noter que la recherche a relevé la correspondance entre le nombre de divinités de ce ciel et le nombre traditionnel de dieux que l'on trouve dans le Rig-veda, et qu'elle y voit une éventuelle tentative de la part du bouddhisme d'absorber le panthéon indien pré-bouddhique. 

### Un lieu magnifique
Selon Vasubandhu, les habitants de ces cieux (devāḥ) vivent mille ans, dont un jour vaut cent ans de la vie terrestre, soit une durée totale de trente-six millions d'années terrestres. Leur taille est d'un yojana (entre 6 et 16 km) et ils vivent dans la félicité, résidant dans des palais d'or, au milieu de parcs magnifiques. 

### Un lieu transitoire
Les êtres humains qui pratiquent les dix bonnes actions en observant les Dix Préceptes pourront renaître dans ces cieux.  Cependant, comme tous les cieux bouddhistes, il s'agit d'un lieu de renaissance, pas de vie éternelle. Tôt ou tard, ses habitants connaîtront une nouvelle vie hors du ciel. Nâgârjuna le résume ainsi: « Malgré leurs efforts, les dieux ne vivent pas éternellement / Pareils à l'oiseau évoluant dans l'espace / Et au trait décoché avec la force d'un enfant / Ils sont destinés à tomber. »
Car la vie des êtres célestes est, elle aussi, limitée, parce que ces êtres s'adonnant aux plaisirs ne pratiquent pas assez bien « la loi correcte et merveilleuse » (sk : saddharma). Ils n'ont donc aucune garantie d'échapper à une renaissance dans les mondes inférieurs (animaux, êtres faméliques, démons). Par conséquent, le bouddhisme ne voit pas dans les cieux un endroit particulièrement désirable pour les êtres humains : ceux-ci devraient au contraire résoudre définitivement la question de la roue des existences (samsara) et de l'impermanence et atteindre le nirvāna ou en devenant bouddha. 
Plusieurs textes bouddhiques mentionnent le Ciel des Trente-Trois.  

### La descente du Bouddha du Trayastrimsha

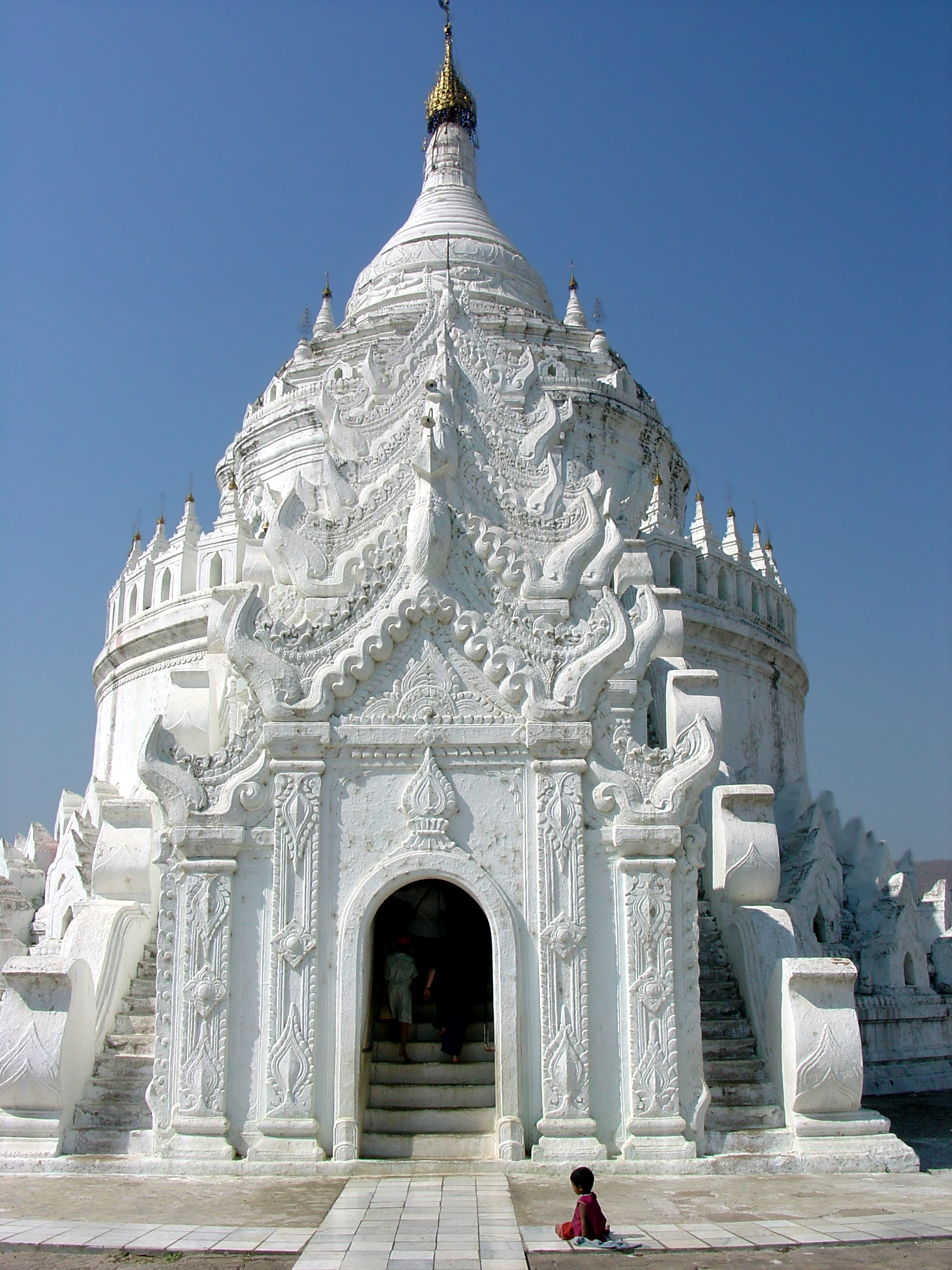
Sommet du Shinbyumei Paya, Mingun, près de Mandalay (Birmanie) 1816. Le bâtiment figure la descente du Bouddha dans le monde, accompagné par Brahma et Indra. Le Bouddha emprunte l'escalier central, les dieux les escaliers sur les côtés.

On rapporte que seize ans (ou sept ans, selon les versions) après son éveil, le Bouddha monta au ciel des Trente-trois. Il y resta trois mois, le temps de la saison des pluies, et enseigna l'Abhidharma à sa mère, Mâyâ, (décédée après la naissance de son fils) venue le voir depuis le ciel Tusita où elle était renée. À la fin de son séjour, le Bouddha redescend sur terre en empruntant une échelle ornée de joyaux que lui a offerte Indra. On trouve aussi le motif d'un triple escalier, avec au centre le Bouddha, encadré de part et d'autre par Brahma et Indra,.  

## Références

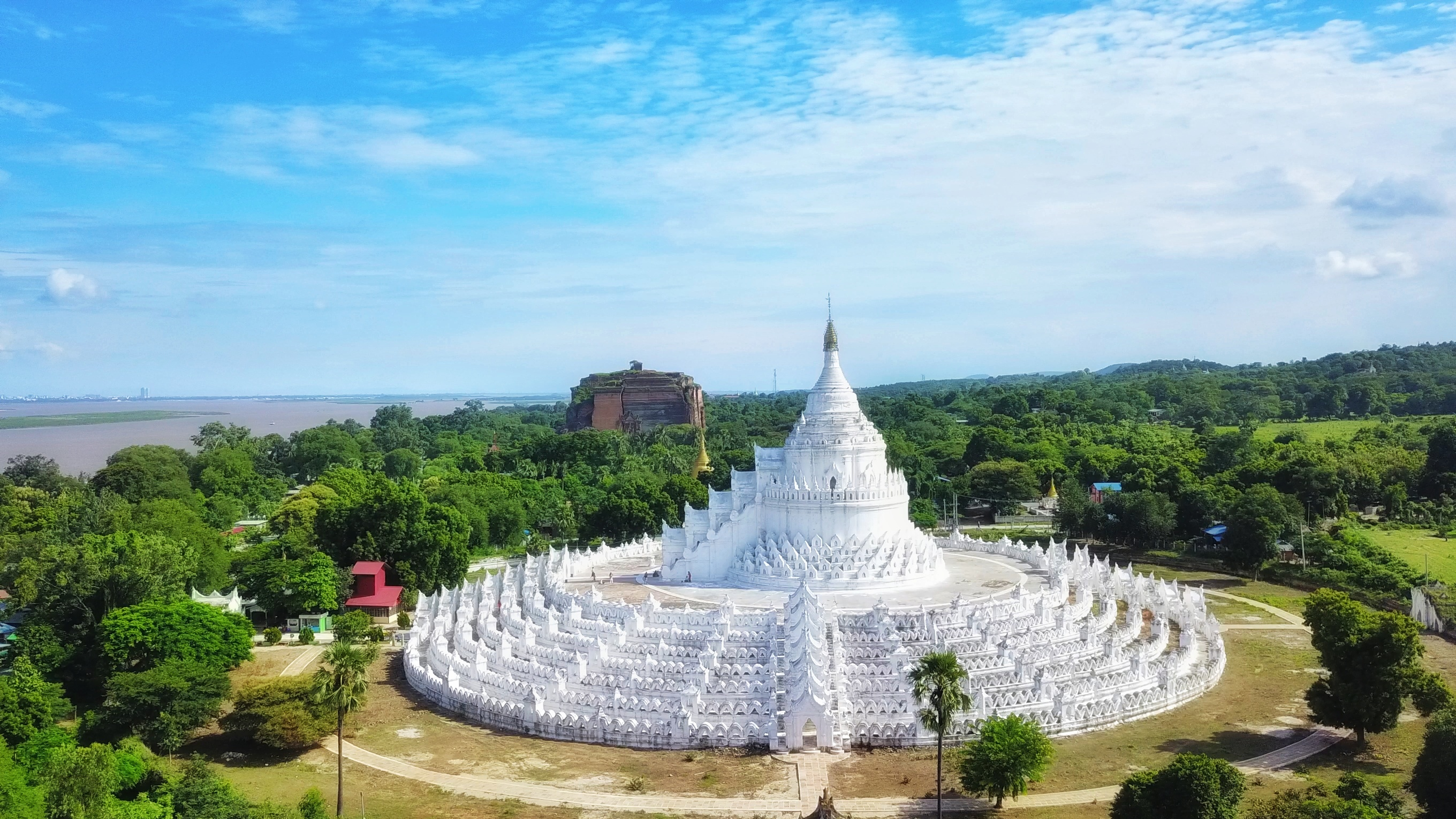
Vue d'ensemble du stupa de Shinbyumei Paya, qui représente le mont Meru, la demeure des dieux, avec ses sept chaînes de montagnes situées sur une île au milieu de l'eau. Ici, l'eau est représentée littéralement, avec de petites statues de Bouddha enchâssées au milieu des « vagues ».